# P-18型驱逐舰
P-18型驱逐舰，又称项目18，是印度海军计划中的一型导弹驱逐舰。该型舰船预计将成为沙卡帕特南级的次型舰，而排水量将扩大到1万3千吨。P-18型是印度一项雄心勃勃的造舰计划中的一环，其海军还计划建造P-17B型护卫舰来替代尼尔吉里级，以及一型3500吨级的轻型护卫舰。

## 历史
2023年印度海军宣布P-18型驱逐舰的研发项目，计划5年内完成设计并签订具体的造舰合约，并在签署合约后的5-10年完成交付。合约总价值将高达100亿美元，共8艘分两个批次建造。马扎冈造船厂和GRSE造船厂最有可能获得该合约。其中马扎冈造船厂计划耗资3.8亿美元，招标在尼赫鲁港附近建造一座浮动干船坞。

## 设计
P-18型驱逐舰的设计排水量为1万3千多吨。印度海军计划为其安装144具舰载垂直发射单元，其中72具安装于舰首，72具安装于船的中段，另外还有8座倾斜放置的导弹发射架。这将使得P-18型驱逐舰相交前型维沙卡帕特南级，在吨位和火力上有相当大的提升。除此以外，P-18型驱逐舰将搭载多型防空导弹以及反弹道导弹，包括印度正在进行中的库沙计划。
P-18型驱逐舰将采取通用垂发的设计，由布拉莫斯航太公司以及拉森图博公司负责研发制造。届时这款垂发会兼容无畏巡航导弹和SMART导弹。
印度现役的舰载雷达是EL/M-2248 MF-STAR，由以色列航空工业公司设计制造。P-18型预计搭载一款由印度国防研究及发展组织研制的新型S波段火控雷达。同时P-18型预计会使用综合全电力推进系统。

### 类似作战能力的驱逐舰
- 已服役
  -  中国055型导弹驱逐舰
  -  美国阿利·伯克级III型驱逐舰
  -  正祖大王级驱逐舰
  -  日本摩耶级护卫舰
- 计划中
  -  美国DDG(X)型驱逐舰
  -  KDDX型驱逐舰
  -  日本神盾系统搭载舰（英语：イージス・システム搭載艦）